# Ao Vivo em Uberlândia
Ao Vivo em Uberlândia é o oitavo álbum ao vivo e o sétimo DVD da dupla sertaneja brasileira Rionegro & Solimões. Foi gravado em 3 de outubro de 2023 em Uberlândia, Minas Gerais, e lançado em 29 de maio de 2025. Teve como sucessos as canções "Chorando e Dançando", "Cowboy Chora" com Luan Pereira, "O Que Eu Fiz Namorando", "Isso é Coisa de Quem Quer Voltar" com Maiara & Maraisa, "Fivela com Fivela", "Ativou a Saudade" com Bruno & Marrone, "Modo Avião", "O Peão Voltou" e "Muro".
O álbum recebeu uma indicação ao Prêmio BTG Pactual da Música Brasileira na categoria Lançamento Sertanejo.

## Sobre o álbum
Na noite de 3 de outubro de 2023, a dupla escreveu mais um capítulo de sua história, na gravação do DVD Ao Vivo em Uberlândia, que contou com 21 músicas, dentre elas, 9 inéditas. Acompanhados de suas famílias, os artistas não esconderam a felicidade com mais esta conquista. Os filhos de Rionegro, Rafaella Neves e João Neves, assim como os filhos de Solimões, Gabeu e Carol Felizardo, estiveram o tempo todo presentes, admirando e comemorando este novo passo desta dupla que segue se reinventando e é exemplo para muitos artistas. O DVD também recebeu participações especiais de Maiara & Maraisa, Bruno & Marrone e Luan Pereira.
Para deixar a noite ainda mais especial, Emilio & Eduardo e os irmãos Rafaela & João Neves também soltaram a voz e encantaram o público, porém suas participações não foram incluídas na versão final do álbum. A produção musical ficou por conta de Juninho Melo, e a direção de vídeo, de André Caverna. A produção executiva e a direção geral ficaram nas mãos de Manolo Boaventura e Cláudio Roberto, da Mega Produções Artísticas.

## Faixas
| N.º            | Título                                                      | Compositor(es)                                                                             | Duração |  |
| 1.             | "Fivela com Fivela"                                         | Elcio di Carvalho / Júnior Pepato / Benício Neto / Diego Silveira / Rafa Borges            | 2:38    |  |
| 2.             | "Ativou a Saudade" (part. Bruno & Marrone)                  | Rafaela Miranda / Kit / Nicolas Damasceno / Edson Garcia                                   | 3:02    |  |
| 3.             | "Tô Por Aí"                                                 | Felipe / Valéria Barros                                                                    | 3:31    |  |
| 4.             | "Como Esquecer um Amor"                                     | Domiciano / Rionegro                                                                       | 3:04    |  |
| 5.             | "Cowboy Chora" (part. Luan Pereira)                         | Elcio di Carvalho / Junior Pepato / Benicio Neto / Diego Silveira / Rafa Borges            | 2:49    |  |
| 6.             | "Chorando e Dançando"                                       | Gui Prado / Daniel Candido / Bia Frazo / Renato Sousa / Thales Lessa / Rionegro / Solimões | 2:58    |  |
| 7.             | "Isso é Coisa de Quem Quer Voltar" (part. Maiara & Maraisa) | Elcio di Carvalho / Júnior Pepato / Kito / Diego Silveira / Rafa Borges                    | 2:35    |  |
| 8.             | "Clima de Rodeio"                                           | Marcelo Kju                                                                                | 4:15    |  |
| 9.             | "Saudade Pulou no Peito"                                    | Rionegro / Domiciano                                                                       | 2:45    |  |
| 10.            | "Trem Bão"                                                  | Vicente Dias / Carrerito                                                                   | 3:01    |  |
| 11.            | "Camisa Manchada"                                           | Domiciano / Rionegro                                                                       | 3:05    |  |
| 12.            | "Meu Amor"                                                  | Rionegro / Pinocchio                                                                       | 2:33    |  |
| 13.            | "Brigas"                                                    | Domiciano / Rionegro                                                                       | 3:14    |  |
| 14.            | "Laço da Paixão"                                            | Domiciano / Rionegro                                                                       | 3:17    |  |
| 15.            | "Lenha"                                                     | Zeca Baleiro                                                                               | 3:05    |  |
| 16.            | "O Peão Voltou"                                             | Elcio di Carvalho / Junior Pepato / Benicio Neto / Diego Silveira / Rafa Borges            | 2:38    |  |
| 17.            | "Noite"                                                     | Domiciano / Rionegro                                                                       | 3:26    |  |
| 18.            | "Muro"                                                      | Elcio di Carvalho / Junior Pepato / Rafa Borges / Kito / Diego Silveira                    | 2:42    |  |
| 19.            | "Estrela Guia"                                              | Toninho Mesquita                                                                           | 3:12    |  |
| 20.            | "Modo Avião"                                                | Rionegro                                                                                   | 3:13    |  |
| 21.            | "O Que Eu Fiz Namorando"                                    | Elcio di Carvalho / Diego Silveira / Kito / Junior Pepato / Rafa Borges                    | 2:41    |  |
| Duração total: | Duração total:                                              | Duração total:                                                                             | 1:02:07 |  |

## Prêmios e indicações
| Ano  | Premiação                               | Categoria            | Resultado | Ref.   |
| ---- | --------------------------------------- | -------------------- | --------- | ------ |
| 2025 | Prêmio BTG Pactual da Música Brasileira | Lançamento Sertanejo | Indicado  | [ 10 ] |